# Tere-hol
A Tere-hol, azaz Tere-tó (oroszul Тере-Холь [Tyere-hol] vagy Терё-Холь [Tyerjo-hol], mongolul Гун нуур [Gun nuur]) tó Belső-Ázsiában, Oroszország Tuva Köztársaságának délkeleti részén, az orosz-mongol határ közelében.

## Földrajz
A tómedence 1300 m tengerszint feletti magasságban terül el. A Kis-Jenyiszej (tuvaiul Ka-hem, oroszul [Malij Jenyiszej]) folyó vízgyűjtő területén fekszik, a tó területe 39,1 km². Vizét a Szaldam-hol folyó vezeti le és három kisebb folyócska táplálja. A legközelebbi település a tótól kb. 10 km-re nyugatra fekvő Kungurtug falu. (Tuva másik azonos vagy igen hasonló nevű állóvize, a Tore-hol az országrész déli határán, az Uvsz-tó-medencében található, részben mongol területre is átnyúlik.)
A tó legnagyobb szigetén ősi erődítményre hasonlító romok láthatók. Por-Bazsin (a tuvai név jelentése: agyagház) a 8. században épülhetett, feltételezések szerint egy ujgur uralkodó számára; régészeti feltárása 2007 nyarán kezdődött meg. A kutatás során megállapították, hogy a sziget talaja fagyott. A jég lassú olvadása a legfőbb oka annak, hogy a 20. század közepe óta a tó vízfelülete kb. harmadával csökkent, és hogy a fennmaradt romok egy része is leomlott.

## Külső hivatkozások
- A Por-Bazsin Alapítvány honlapja (orosz nyelven). [2008. október 19-i dátummal az eredetiből archiválva]. (Hozzáférés: 2008. november 22.)
- A Por-Bazsin Alapítvány honlapja (angol nyelven). [2008. október 9-i dátummal az eredetiből archiválva]. (Hozzáférés: 2008. november 22.)
- A Tere-hol képe a Wikimapián. (Hozzáférés: 2008. november 22.)